# Parc Nou de la Trinitat
El Parc Nou de la Trinitat és una parc públic de Barcelona que forma part de l'Inventari del Patrimoni Arquitectònic de Catalunya.

## Descripció
Parc de grans dimensions situat al Districte de Sant Andreu, limítrof al municipi de Santa Coloma de Gramenet. S'hi pot accedir per tres llocs diferents: des de l'estació de metro Trinitat Vella, des del passeig de Santa Coloma passant per sota dels viaductes de l'autopista, o des de la Trinitat Vella per una plataforma. Dins el perímetre circular del nus de la Trinitat on hi ha la connexió de la Ronda de Dalt amb la del Litoral i les vies de sortida de Barcelona, Joan Roig i Duran i Enric Batlle van projectar aquest parc per oferir als veïns un espai verd, una forma de compensació per totes les vies de comunicació que s'hi troben.

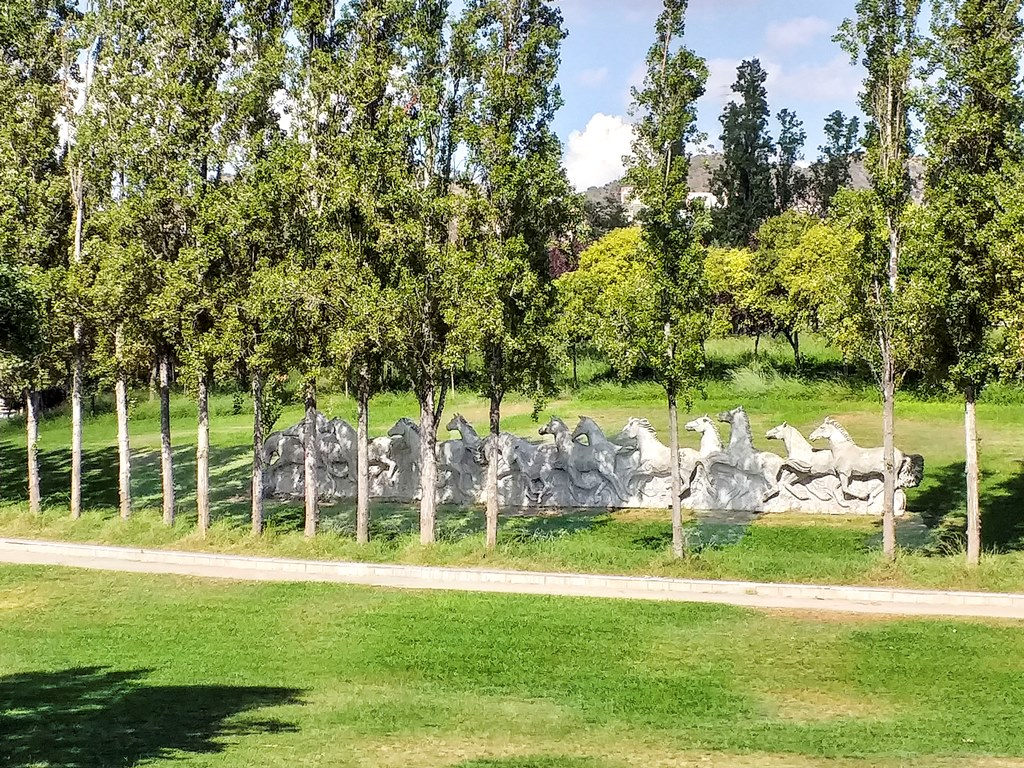
Escultura Cavalls desbocats

Al centre del parc, lleugerament desplaçat, s'aixeca un turó ple d'arbres, entre els quals trobem xops, oliveres, cireres, acàcies, plataners o xiprers. Aquest bosc ajuda a disminuir la contaminació i soroll de la xarxa viària del voltant. És un parc amb una gran varietat d'arbres escollits amb cura per aconseguir també diferents tonalitats de les fulles al llarg de les estacions de l'any que contrasten també amb el blanc de l'arquitectura o el verd de l'estany. A la base del turó hi ha dos camins resseguits per pollancres i, al seu darrere, una escultura de Joaquim Ros i Sabaté anomenada Cavalls desbocats. Hi ha una altra escultura: Dona que es banya de Rafael Bartolozzi Lozano, enmig d'un llac artificial que ressegueix els eixos viaris. Per acabar, un passeig perifèric a dos nivells tanca el parc. Al punt més alt hi ha la connexió amb els barris a través d'una plataforma.